# فلورن پایگاه هوایی
 فلورن پایگاه هوایی (به انگلیسی: Florennes Air Base) یک فرودگاه نظامی است که یک باند فرود آسفالت دارد و طول باند آن ۳۳۸۵ متر است. این فرودگاه در شهر فلورن کشور بلژیک قرار دارد و در ارتفاع ۲۸۵ متری از سطح دریا واقع شده است.